# Дубовицкие
Дубовицкие (пол. Dubowicki, укр. Дубовицькі) — русский дворянский и галицкий шляхетский роды.
Фамилии Дубовицких многие служили российскому престолу дворянские службы и жалованы были за них в 1630 и других годах от государей вотчинами и разными почестями монаршей милости. Определением «Рязанского Депутатского Собрания» род внесен в VI часть родословной книги, в число древнего дворянства.
В империи Габсбургов существовал другой род Дубовицких, который подтвердил своё шляхетское происхождение в королевстве Галиции и Лодомерии.

## История рода
Рязанский поместный род. В конце XVI века записаны рязанские помещики: вдова Ивана - Авдотья с сыном Григорием, дочь Третьяка - Агафья, вдова Лариона - Прасковья с сыновьями Климом и Иваном. Ряжские помещики: казачьи атаманы Третьяк Михайлович и Якуш Степанович, Иван Милованович, Григорий Иванович, Никон Яковлевич. Ряжские помещики: Леонтий Иванович, Григорий Никифорович, Афанасий Максимович, Сергей Яковлевич (1617), Панкрат Максимович, Анисим Яковлевич, Мелентий Никифорович, Александр Иванович, Иван Ларионович, Ломана и Прокофий Максимовичи (1628). Рейтары Никифор и Ермолай Лукьяновичи (1676).
Козловский сын боярский Иван Дубовицкий был послан в степь разведывать о татарских станах и сакмах (1653).
Владели населёнными имениями шесть представителей рода Дубовицких (1699).

## Описание герба
В щите, имеющем золотое поле, находится крепость о трёх башнях натурального цвета и в воротах стоит воин, держащий в правой руке меч, а в левой щит (польский герб Гржимала).
Щит увенчан обыкновенным дворянским шлемом с дворянской короной с пятью страусовыми перьями, на которой изображены те же крепость и воин, как и в щите. Намёт на щите красный, подложенный золотом. Герб рода Дубовицких внесён в Часть 10 Общего гербовника дворянских родов Всероссийской империи, стр. 48.

## Известные представители
- Осип Дубовицкий — воевода в Сокольске (1670)[4].
- Дубовицкий Василий Тимофеевич - участник Чигиринского похода (1678)[3].
- Пётр Александрович Дубовицкий (1815—1868) — профессор, президент петербургской медико-хирургической академии.
- Надежда Александровна Дубовицкая (1817—1893) — художница.

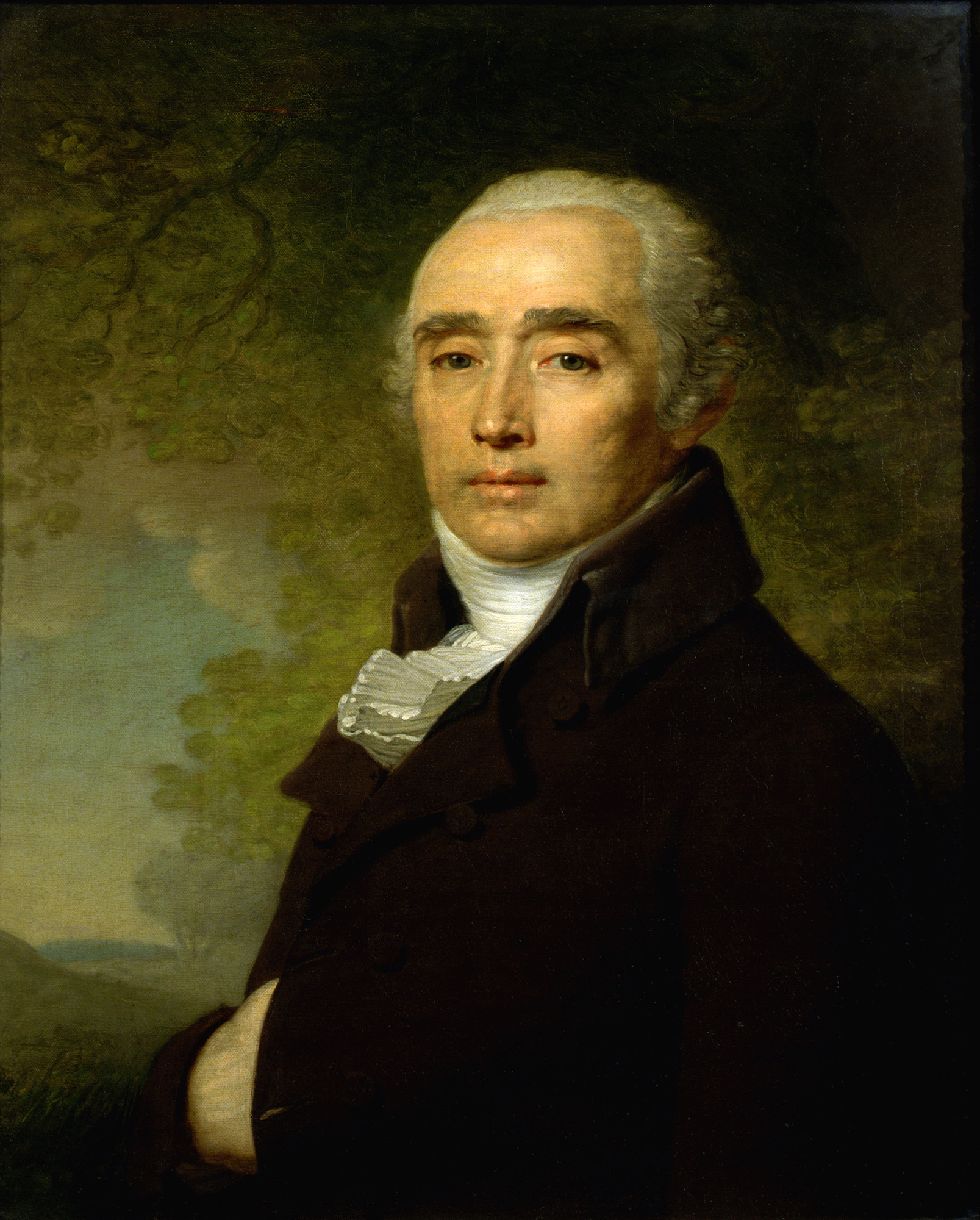
Пётр Николаевич (1753-1825)
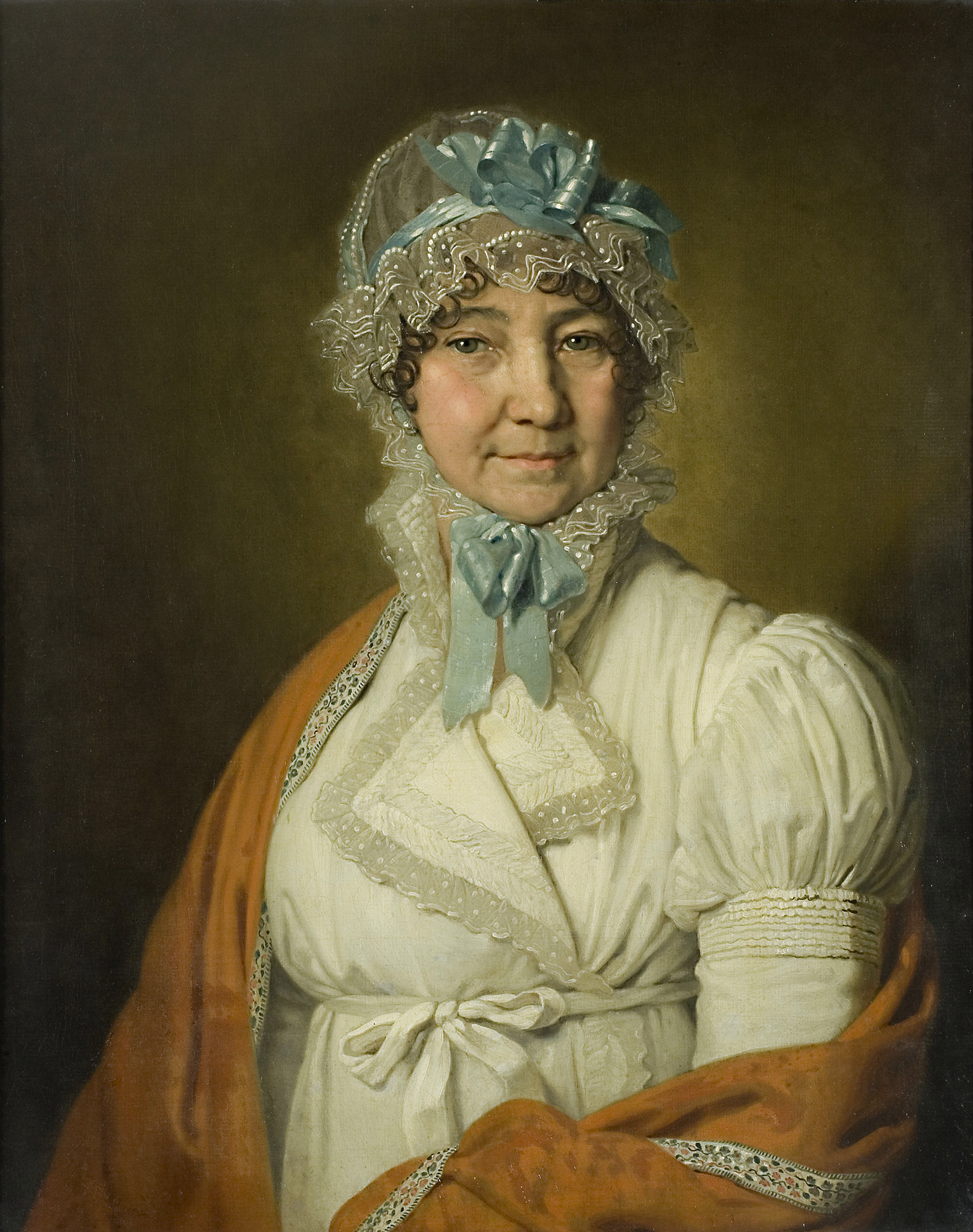
Надежда Ивановна Медвецкая (жена Петра Николаевича) (1754-1849)
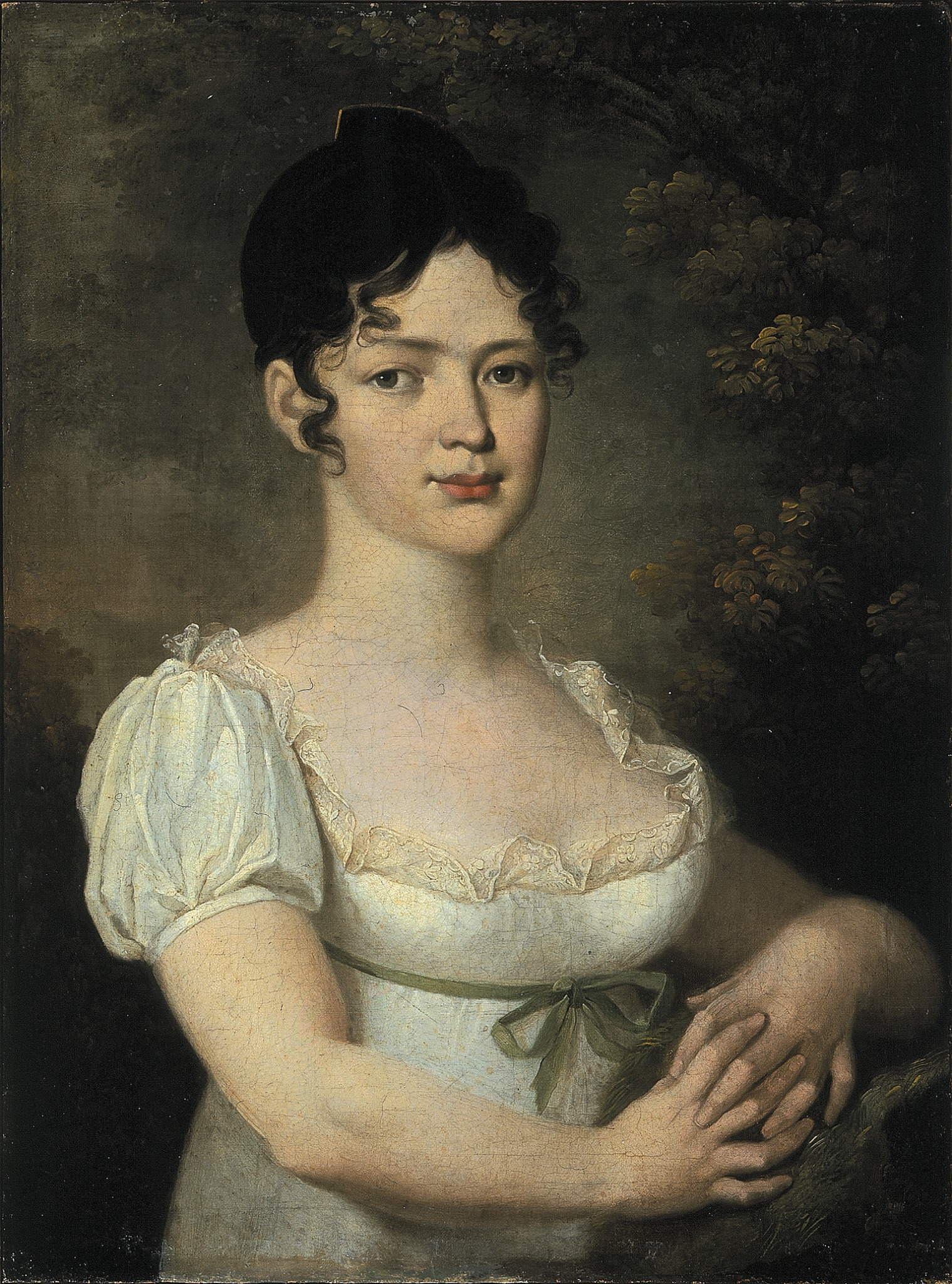
Елизавета Петровна (в замужестве Протасьева) (1799-1844)
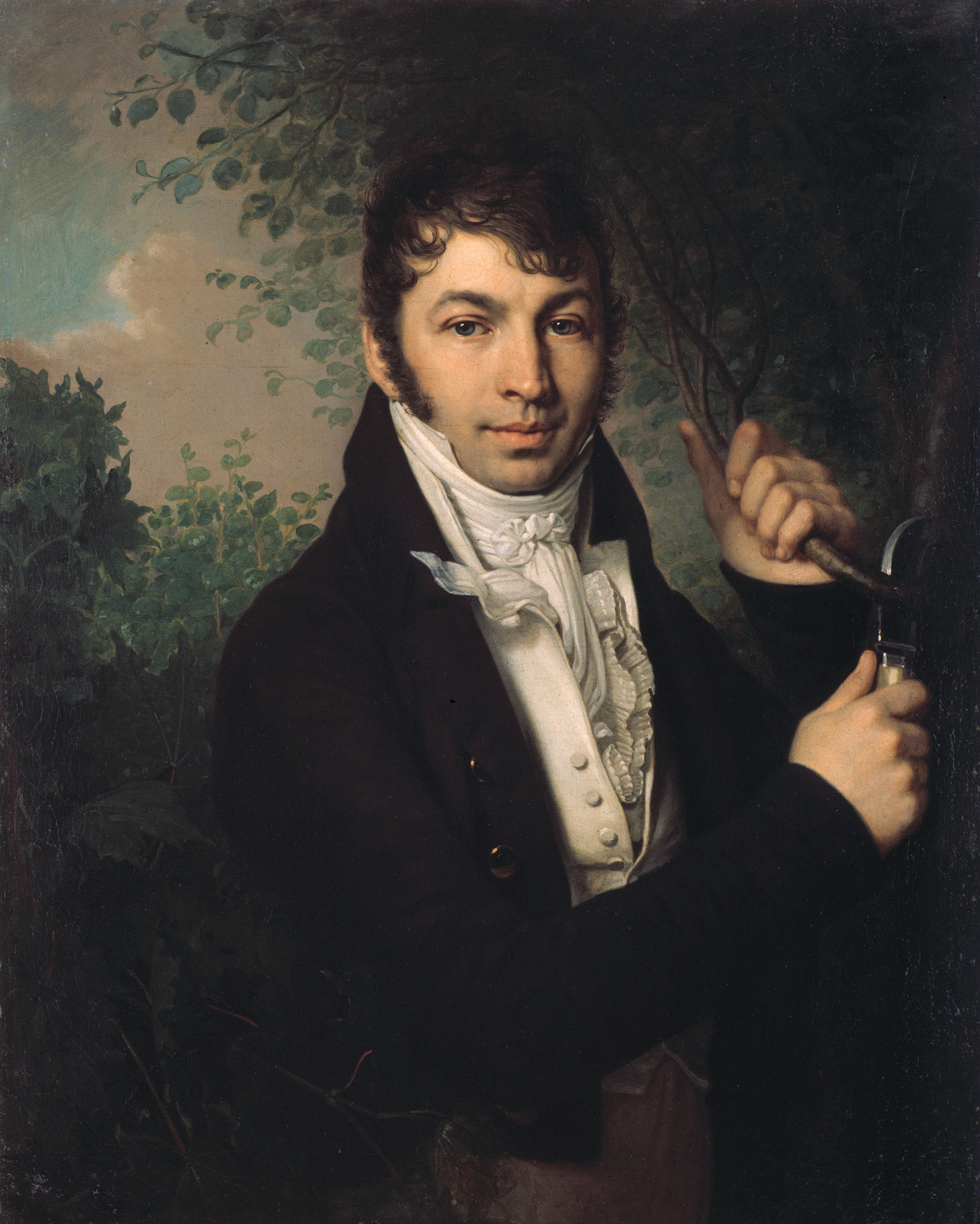
Александр Петрович (1782-1848)
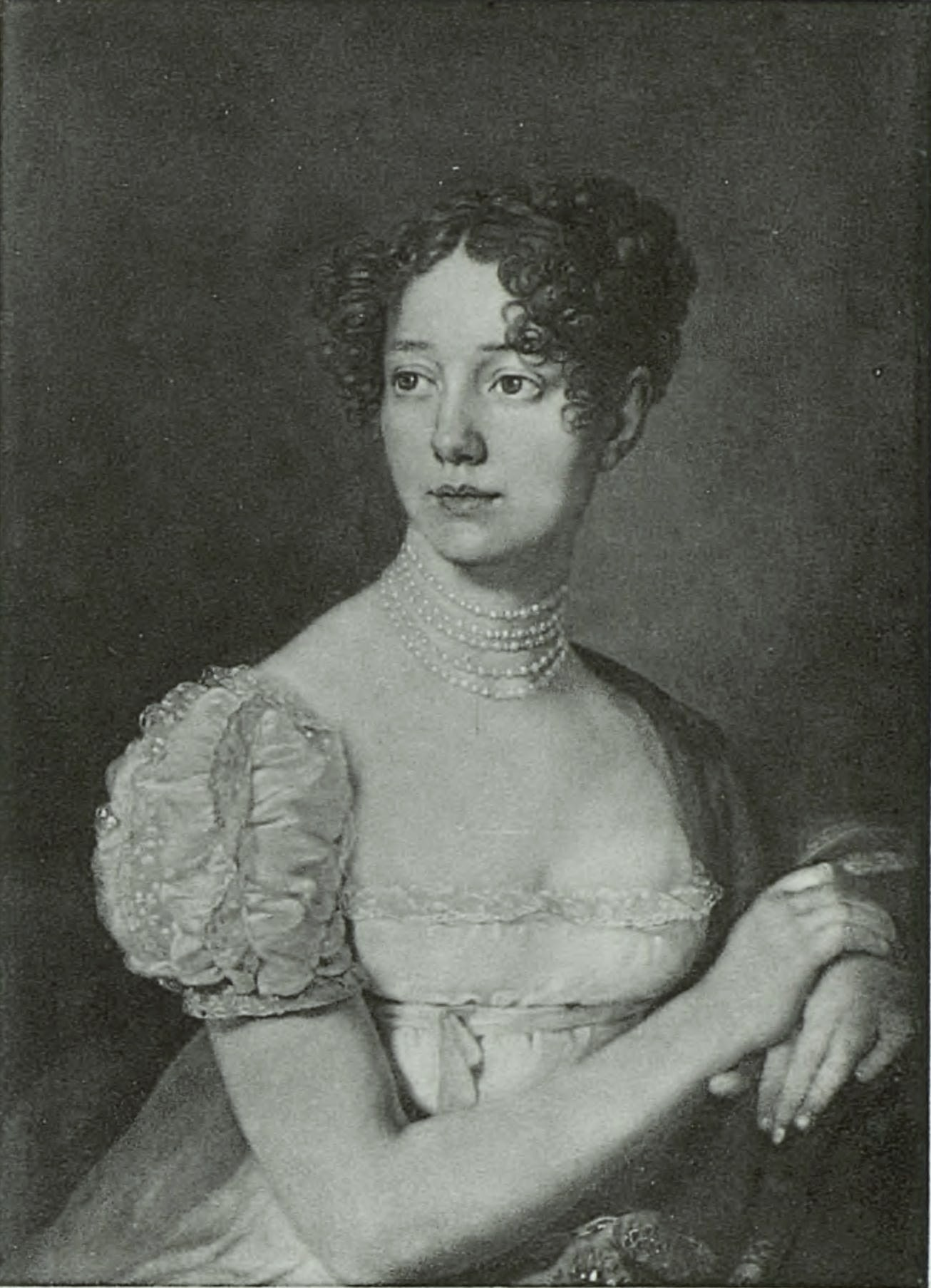
Мария Ивановна Озерова (жена Александра Петровича) (179?-1821)
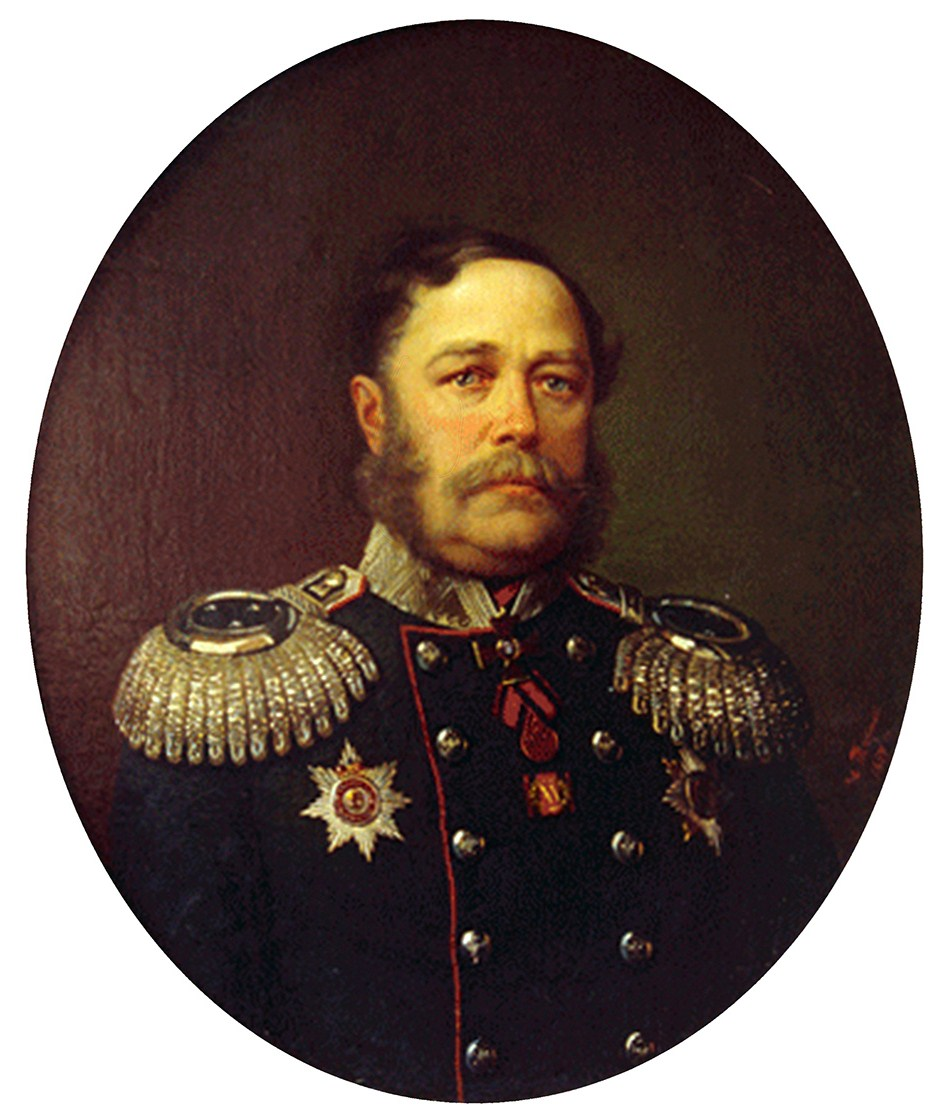
Пётр Александрович (1815-1868)
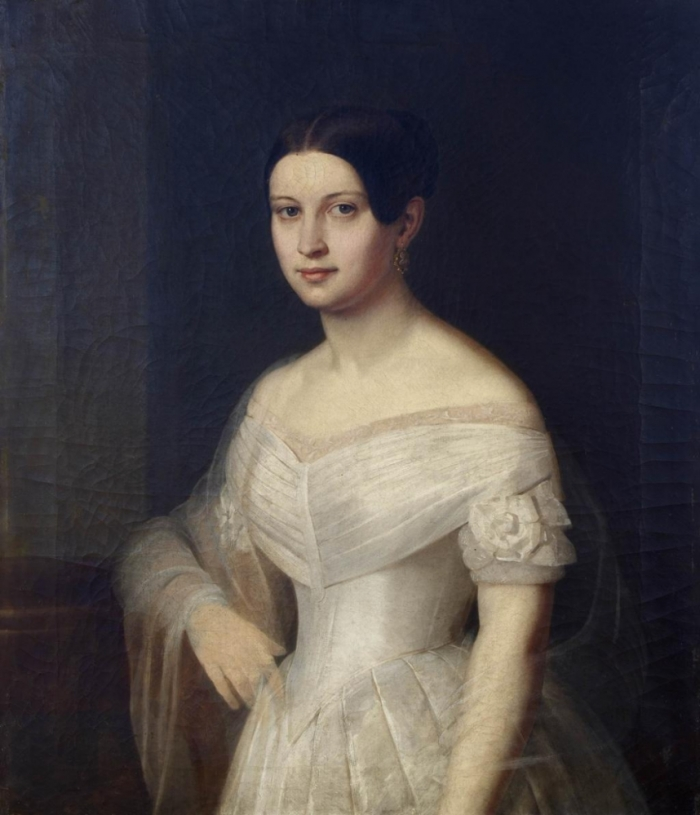
Надежда Александровна (1817-1893)